# تصفيات دوري أبطال أوروبا للكرة الطائرة للسيدات 2016–17
تُظهر هذه المقالة مرحلة التأهل لدوري أبطال أوروبا للكرة الطائرة للسيدات 2016–17. يشارك في الجولة التأهيلية 18 فريقًا. خلال التصفيات، يستمر الفائزون في التقدم حتى تنضم آخر 4 فرق باقية إلى الفرق الـ12 التي تأهلت مباشرة إلى دور الدوري الرئيسي للبطولة بناءً على قائمة تصنيف كؤوس أوروبا. يتم توزيع جميع الفرق الـ 14 التي لم تتقدم في التصفيات على مراحل مختلفة من كأس الاتحاد الأوروبي للكرة الطائرة للسيدات 2017.

## الفرق المشاركة
- آجيل بروستيجوف
- كالسيت ليوبليانا
- دينامو كراسنودار
- اكزاسيباسي فيترا إسطنبول
- إتش بي كيه هامينلينا
- خيميك يوجني
- كوهيلا في سي
- كي في دريتا جيلان
- لينامار - بيكيسكساباي آر إس إي
- ليو جو نوردميكانيكا مودينا
- بار لوكا
- مكابي حيفا
- ماريتزا بلوفديف
- مينتشانكا مينسك
- إم كي إس دابروا جورنيكزا
- آر سي كان
- فيزورا بلغراد
- زوك بيمال-جيدينستفو برتشكو

## الجولة الأولى
- مباريات الذهاب والإياب.
- الفائزون يتأهلون إلى الجولة الثانية. سيتنافس الخاسرون في نهائيات النسخة 32 من كأس الاتحاد الأوروبي للكرة الطائرة للسيدات 2017.
- جميع الأوقات بالتوقيت المحلي.

| الفريق الأول      | إجم. | الفريق الثاني   | مباراة الذهاب | مباراة الإياب |
| ----------------- | ---- | --------------- | ------------- | ------------- |
| كي في دريتا جيلان | 0–6  | ماريتزا بلوفديف | 0–3           | 0–3           |
| كوهيلا في سي      | 5–1  | بار لوكا        | 3–1           | 3–2           |

### الذهاب
| التاريخ   | التوقيت |                   | النتيجة |                 | الشوط 1 | الشوط 2 | الشوط 3 | الشوط 4 | الشوط 5 | المجموع | التقرير |
| --------- | ------- | ----------------- | ------- | --------------- | ------- | ------- | ------- | ------- | ------- | ------- | ------- |
| 18 أكتوبر | 19:00   | كي في دريتا جيلان | 0–3     | ماريتزا بلوفديف | 13–25   | 11–25   | 15–25   |         |         | 39–75   | تقرير   |
| 18 أكتوبر | 18:00   | كوهيلا في سي      | 3–1     | بار لوكا        | 25–15   | 22–25   | 25–13   | 25–21   |         | 97–74   | تقرير   |

### الإياب
| التاريخ   | التوقيت |                 | النتيجة |                   | الشوط 1 | الشوط 2 | الشوط 3 | الشوط 4 | الشوط 5 | المجموع | التقرير |
| --------- | ------- | --------------- | ------- | ----------------- | ------- | ------- | ------- | ------- | ------- | ------- | ------- |
| 22 أكتوبر | 18:00   | ماريتزا بلوفديف | 3–0     | كي في دريتا جيلان | 25–13   | 25–18   | 25–15   |         |         | 75–46   | تقرير   |
| 22 أكتوبر | 17:00   | بار لوكا        | 2–3     | كوهيلا في سي      | 25–18   | 19–25   | 25–18   | 22–25   | 13–15   | 104–101 | تقرير   |

## الجولة الثانية
- سيتنافس 16 فريقًا في الجولة الثانية.
- الفائزون سيتأهلون إلى الجولة الثالثة. سيتنافس الخاسرون في نهائيات النسخة السادسة عشر من كأس الاتحاد الأوروبي للكرة الطائرة للسيدات 2017.

- جميع الأوقات بالتوقيت المحلي.

| الفريق الأول                   | إجم. | الفريق الثاني              | مباراة الذهاب | مباراة الإياب | المجموعة الذهبية |
| ------------------------------ | ---- | -------------------------- | ------------- | ------------- | ---------------- |
| مينتشانكا مينسك                | 3–3  | إتش بي كيه هامينلينا       | 3–1           | 0–3           | 15–10            |
| ماريتزا بلوفديف                | 0–6  | اكزاسيباسي فيترا إسطنبول   | 0–3           | 0–3           |                  |
| لينامار - بيكيسكساباي آر إس إي | 2–4  | آجيل بروستيجوف             | 0–3           | 3–2           |                  |
| مكابي حيفا                     | 0–6  | إم كي إس دابروا جورنيكزا   | 1–3           | 0–3           |                  |
| كالسيت ليوبليانا               | 0–6  | ليو جو نوردميكانيكا مودينا | 0–3           | 1–3           |                  |
| زوك بيمال-جيدينستفو برتشكو     | 0–6  | آر سي كان                  | 0–3           | 1–3           |                  |
| كوهيلا في سي                   | 1–5  | فيزورا بلغراد              | 2–3           | 0–3           |                  |
| خيميك يوجني                    | 2–4  | دينامو كراسنودار           | 2–3           | 2–3           |                  |

### الذهاب
| التاريخ  | التوقيت |                                | النتيجة |                            | الشوط 1 | الشوط 2 | الشوط 3 | الشوط 4 | الشوط 5 | المجموع | التقرير |
| -------- | ------- | ------------------------------ | ------- | -------------------------- | ------- | ------- | ------- | ------- | ------- | ------- | ------- |
| 1 نوفمبر | 20:00   | مينتشانكا مينسك                | 3–1     | إتش بي كيه هامينلينا       | 25–15   | 25–18   | 22–25   | 25–19   |         | 97–77   | تقرير   |
| 1 نوفمبر | 18:00   | ماريتزا بلوفديف                | 0–3     | اكزاسيباسي فيترا إسطنبول   | 13–25   | 13–25   | 19–25   |         |         | 45–75   | تقرير   |
| 1 نوفمبر | 18:00   | لينامار - بيكيسكساباي آر إس إي | 0–3     | آجيل بروستيجوف             | 21–25   | 18–25   | 23–25   |         |         | 62–75   | تقرير   |
| 1 نوفمبر | 19:00   | مكابي حيفا                     | 1–3     | إم كي إس دابروا جورنيكزا   | 16–25   | 20–25   | 25–19   | 22–25   |         | 83–94   | تقرير   |
| 1 نوفمبر | 18:00   | كالسيت ليوبليانا               | 0–3     | ليو جو نوردميكانيكا مودينا | 19–25   | 21–25   | 22–25   |         |         | 62–75   | تقرير   |
| 1 نوفمبر | 19:30   | زوك بيمال-جيدينستفو برتشكو     | 0–3     | آر سي كان                  | 8–25    | 21–25   | 16–25   |         |         | 45–75   | تقرير   |
| 1 نوفمبر | 18:00   | كوهيلا في سي                   | 2–3     | فيزورا بلغراد              | 13–25   | 25–16   | 14–25   | 25–17   | 9–15    | 86–98   | تقرير   |
| 1 نوفمبر | 17:00   | خيميك يوجني                    | 2–3     | دينامو كراسنودار           | 17–25   | 25–20   | 25–23   | 16–25   | 5–15    | 88–108  | تقرير   |

### الإياب
| التاريخ    | التوقيت    |                            | النتيجة |                                | الشوط 1 | الشوط 2 | الشوط 3 | الشوط 4 | الشوط 5 | المجموع | التقرير |
| ---------- | ---------- | -------------------------- | ------- | ------------------------------ | ------- | ------- | ------- | ------- | ------- | ------- | ------- |
| 5 نوفمبر   | 18:00      | إتش بي كيه هامينلينا       | 3–0     | مينتشانكا مينسك                | 25–23   | 25–16   | 25–13   |         |         | 75–52   | تقرير   |
| Golden set | Golden set | إتش بي كيه هامينلينا       | 10–15   | مينتشانكا مينسك                |         |         |         |         |         |         |         |
| 5 نوفمبر   | 17:00      | اكزاسيباسي فيترا إسطنبول   | 3–0     | ماريتزا بلوفديف                | 25–16   | 25–15   | 25–19   |         |         | 75–50   | تقرير   |
| 5 نوفمبر   | 17:00      | آجيل بروستيجوف             | 2–3     | لينامار - بيكيسكساباي آر إس إي | 33–31   | 25–21   | 14–25   | 27–29   | 10–15   | 109–121 | تقرير   |
| 5 نوفمبر   | 17:00      | إم كي إس دابروا جورنيكزا   | 3–0     | مكابي حيفا                     | 25–21   | 25–19   | 25–20   |         |         | 75–60   | تقرير   |
| 5 نوفمبر   | 20:30      | ليو جو نوردميكانيكا مودينا | 3–1     | كالسيت ليوبليانا               | 25–18   | 23–25   | 25–20   | 25–13   |         | 98–76   | تقرير   |
| 5 نوفمبر   | 20:40      | آر سي كان                  | 3–1     | زوك بيمال-جيدينستفو برتشكو     | 25–12   | 22–25   | 25–14   | 25–18   |         | 97–69   | تقرير   |
| 5 نوفمبر   | 18:00      | فيزورا بلغراد              | 3–0     | كوهيلا في سي                   | 25–20   | 25–18   | 25–15   |         |         | 75–53   | تقرير   |
| 5 نوفمبر   | 18:00      | دينامو كراسنودار           | 3–2     | خيميك يوجني                    | 12–25   | 29–27   | 25–14   | 23–25   | 15–5    | 104–96  | تقرير   |

## الجولة الثالثة
- سيتم اختيار الفائزين بالجولة الثانية لمواجهة بعضهم البعض.
- الفائزون سيتأهلون إلى دور الدوري. سيتنافس الخاسرون في نهائيات كأس الاتحاد الأوروبي للكرة الطائرة للسيدات 2017 الثامنة.

- جميع الأوقات بالتوقيت المحلي.

| الفريق الأول               | إجم. | الفريق الثاني            | مباراة الذهاب | مباراة الإياب |
| -------------------------- | ---- | ------------------------ | ------------- | ------------- |
| مينتشانكا مينسك            | 0–6  | اكزاسيباسي فيترا إسطنبول | 1–3           | 0–3           |
| آجيل بروستيجوف             | 0–6  | إم كي إس دابروا جورنيكزا | 1–3           | 1–3           |
| ليو جو نوردميكانيكا مودينا | 6–0  | آر سي كان                | 3–0           | 3–1           |
| فيزورا بلغراد              | 2–4  | دينامو كراسنودار         | 3–2           | 0–3           |

### الذهاب
| التاريخ   | التوقيت |                            | النتيجة |                          | الشوط 1 | الشوط 2 | الشوط 3 | الشوط 4 | الشوط 5 | المجموع | التقرير |
| --------- | ------- | -------------------------- | ------- | ------------------------ | ------- | ------- | ------- | ------- | ------- | ------- | ------- |
| 15 نوفمبر | 19:00   | مينتشانكا مينسك            | 1–3     | اكزاسيباسي فيترا إسطنبول | 22–25   | 25–21   | 11–25   | 19–25   |         | 77–96   | تقرير   |
| 15 نوفمبر | 17:30   | آجيل بروستيجوف             | 1–3     | إم كي إس دابروا جورنيكزا | 25–13   | 19–25   | 19–25   | 17–25   |         | 80–88   | تقرير   |
| 15 نوفمبر | 20:30   | ليو جو نوردميكانيكا مودينا | 3–0     | آر سي كان                | 25–19   | 25–23   | 25–16   |         |         | 75–58   | تقرير   |
| 15 نوفمبر | 17:30   | فيزورا بلغراد              | 3–2     | دينامو كراسنودار         | 23–25   | 25–21   | 19–25   | 25–19   | 15–7    | 107–97  | تقرير   |

### الإياب
| التاريخ   | التوقيت |                          | النتيجة |                            | الشوط 1 | الشوط 2 | الشوط 3 | الشوط 4 | الشوط 5 | المجموع | التقرير |
| --------- | ------- | ------------------------ | ------- | -------------------------- | ------- | ------- | ------- | ------- | ------- | ------- | ------- |
| 19 نوفمبر | 17:00   | اكزاسيباسي فيترا إسطنبول | 3–0     | مينتشانكا مينسك            | 25–14   | 28–26   | 25–19   |         |         | 78–59   | تقرير   |
| 19 نوفمبر | 17:00   | إم كي إس دابروا جورنيكزا | 3–1     | آجيل بروستيجوف             | 25–19   | 23–25   | 25–19   | 26–24   |         | 99–87   | تقرير   |
| 19 نوفمبر | 20:40   | آر سي كان                | 1–3     | ليو جو نوردميكانيكا مودينا | 24–26   | 26–28   | 25–23   | 9–25    |         | 84–102  | تقرير   |
| 19 نوفمبر | 17:00   | دينامو كراسنودار         | 3–0     | فيزورا بلغراد              | 25–18   | 25–23   | 25–23   |         |         | 75–64   | تقرير   |

## جولة الدوري
- تم إجراء القرعة في 9 يونيو 2016[1]

ملخص المجموعات
| المجموعة أ                 | المجموعة ب           | المجموعة ج               | المجموعة د                          |
| -------------------------- | -------------------- | ------------------------ | ----------------------------------- |
| شرطة كيميك                 | دينامو موسكو         | أذرريل باكو              | فاكيف بنك إسطنبول                   |
| إيموكو فولي كونجليانو      | فوليرو زيورخ         | سان رافاييل فار في بي    | نادي دريسدنر الرياضي                |
| تيليكوم باكو               | سي إس فولي ألبا بلاج | فنار باغجه إسطنبول       | أورالوتشكا-إن تي إم كيه يكاترينبورغ |
| ليو جو نوردميكانيكا مودينا | دينامو كراسنودار     | إم كي إس دابروا جورنيكزا | اكزاسيباسي فيترا إسطنبول            |